# Sistemas alternativos de drenagem

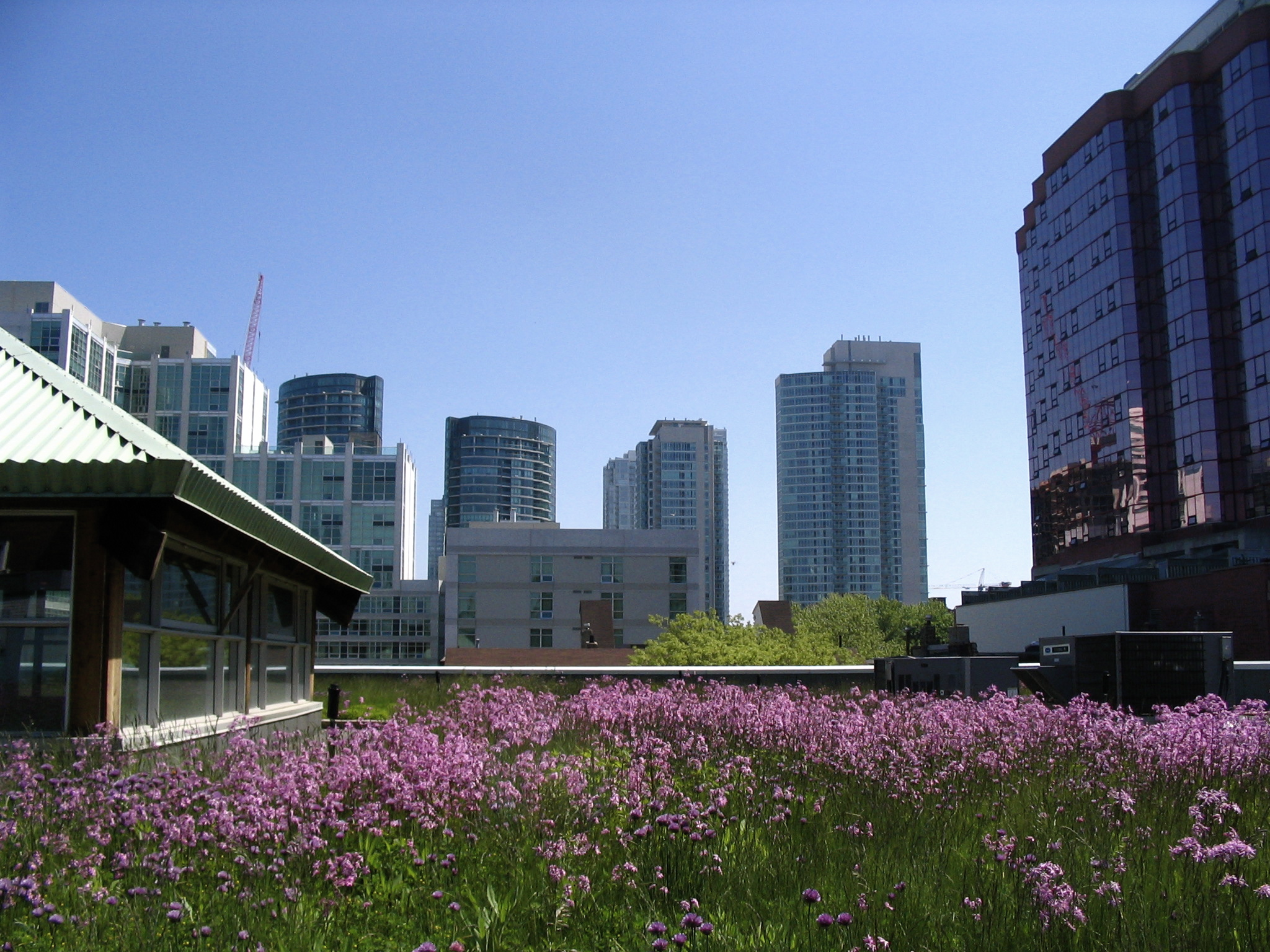
Telhado verde em Toronto, no Canadá. Uma de suas características é reduzir a velocidade e o volume do escoamento da água da chuva, além de melhorar significativamente a qualidade da água.

Os sistemas alternativos de drenagem incluem as técnicas utilizadas para minimizar os impactos causados pela urbanização no ciclo hidrológico natural. No ambiente natural, parte da água infiltra-se no solo ou passa pela evapotranspiração das plantas e o excedente escoa para os rios e lagos. No entanto, o crescimento urbano faz com que surjam áreas impermeáveis, de forma que o escoamento se torna mais volumoso e com maior velocidade. Sistemas de drenagem convencionais buscam a remoção rápida da água para fora do meio urbano. Contudo, muitas vezes não são capazes de suportar o volume escoado, o que causa enchentes.
Sistemas alternativos de drenagem buscam reproduzir ao máximo as condições naturais do ciclo hidrológico, através da retenção e infiltração da água do solo. Estas técnicas podem ser aplicadas localmente, através de estruturas de armazenamento, reaproveitamento da água da chuva e criação de áreas permeáveis nos lotes. No ambiente urbano, estruturas maiores que permitam armazenar o volume temporariamente ou promovam a infiltração no solo são também importantes para reduzir a vazão total, a velocidade do escoamento e o transporte de sedimentos. Estas estruturas são em geral facilmente integradas à paisagem urbana.

## Contextualização
No ambiente natural, o ciclo da água promove a circulação da água entre a atmosfera, a superfície e o subsolo. A incidência da energia solar causa a evaporação da água que forma as nuvens que trazem chuva. A água também retorna a atmosfera por meio da transpiração das plantas. Na superfície, a água da chuva pode escoar pela superfície e, de acordo com a topografia, dirigir-se aos vales onde estão os rios. Parte da água pode também infiltrar-se para as camadas mais profundas do solo, que posteriormente volta à superfície em nascentes ou chega aos aquíferos. A água armazenada nos aquíferos normalmente atuam como reservatórios para a manutenção dos níveis dos rios em períodos de estiagem. Este ciclo ocorre continuamente.

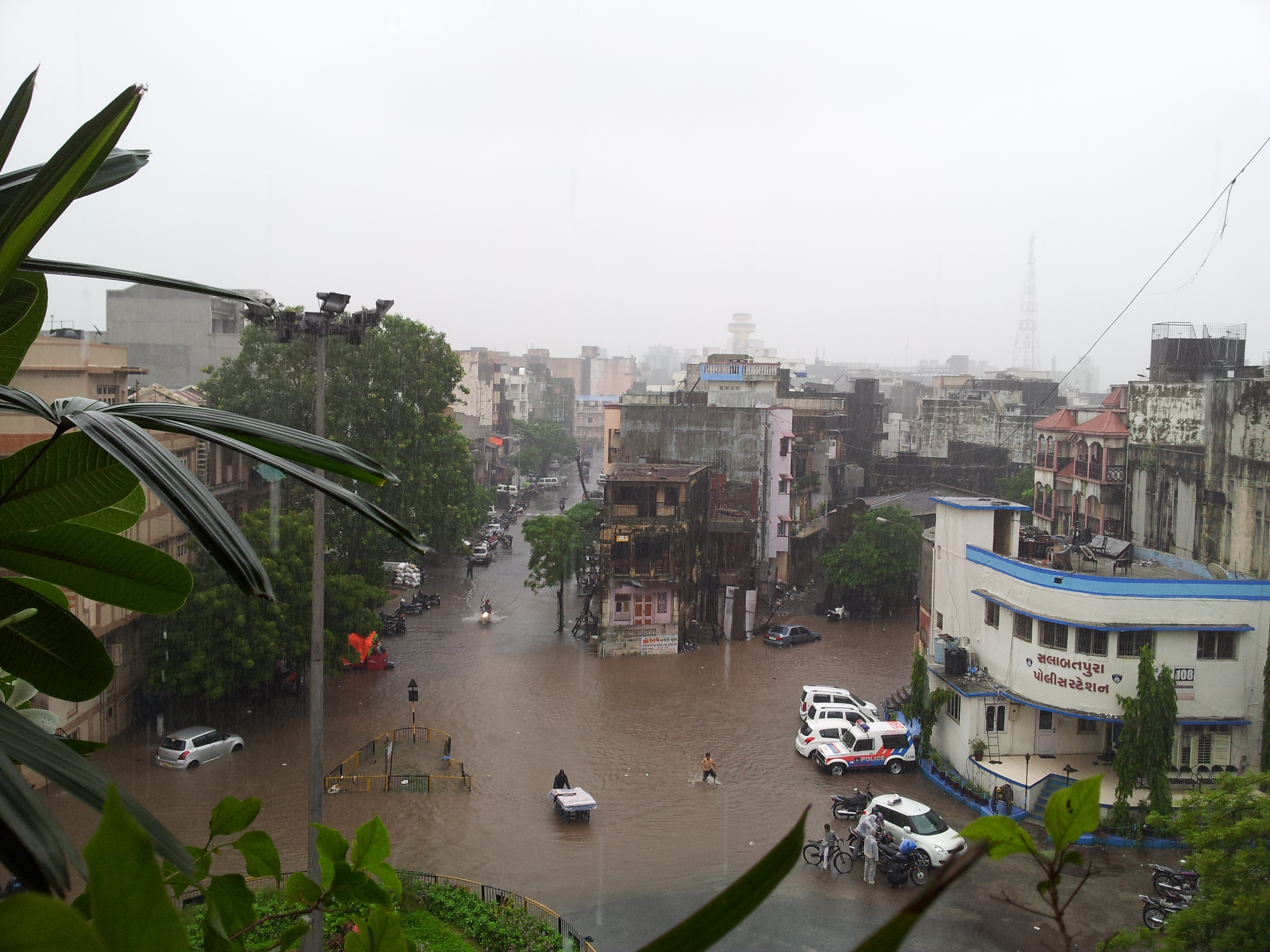
Inundação em Surate, na Índia. A urbanização causa a mudança do ciclo hidrológico, que afeta a quantidade de escoamento e a qualidade da água.

Uma série de fatores pode alterar o ciclo hidrológico natural, inclusive atividades humanas. Dentre estas, a urbanização provoca os maiores impactos. Ao longo dos últimos séculos a população humana passou a povoar cada vez mais os centro urbanos. Este processo se torna ainda mais intenso por conta do crescimento populacional. Contudo, principalmente em países em desenvolvimento, o crescimento urbano em metrópoles e grandes cidades ocorre de forma desordenada, originando ocupações irregulares.
A construção de edifícios e vias pavimentadas, dentre outras estruturas características em cidades causam a impermeabilização do solo. Desta forma, a água da chuva que anteriormente infiltrava-se no solo passa a formar o escoamento superficial, cujo volume se torna maior em relação ao ambiente natural. O maior volume de água escoado chega rapidamente às áreas mais baixas, causando enchentes. Além das perdas econômicas, inundações trazem riscos à saúde e prejudicam a qualidade de vida da população.
A qualidade da água que escoa em um evento de precipitação carrega consigo uma grande quantidade de sedimentos e lixo antes depositados nas vias públicas e nas edificações. Esta carga é maior logo no início da precipitação. Embora seja convencionado que as redes de drenagem pluvial e de esgoto devam ser separadas, ligações clandestinas podem introduzir dejetos no escoamento, favorecendo a proliferação de doenças de veiculação hídrica.

### Sistemas de drenagem convencionais

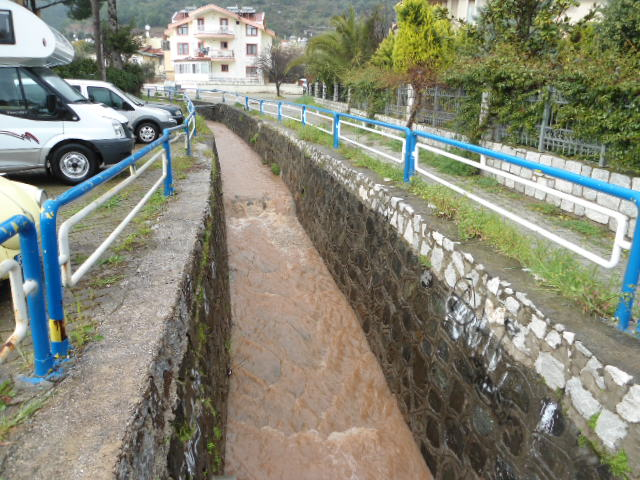
A canalização de cursos de água visa o aumento da velocidade do escoamento

Os sistemas de drenagem convencionais são formados por uma rede de condutos que facilitem ao máximo o escoamento de água para fora da cidade. Entretanto, a velocidade do escoamento é significativamente elevada. Com a impermeabilização das áreas urbanas, grandes volumes de água são destinados dos prédios e vias diretamente para a rede de drenagem, que deve ser capaz de suportar grandes vazões ocasionalmente. Quando não são, a água transborda e causa inundações.
Por muito tempo, sistemas de drenagem pluvial eram tidos com secundários, não sendo estritamente necessários para o desenvolvimento urbano. Contudo, estruturas urbanas criadas pelos romanos há mais de dois mil anos possuem redes de drenagem. No século XIX, redes de tubos começaram a ser implantadas na Itália a fim de remover a água da chuva e também o esgoto doméstico, eliminando o uso de fossas sépticas e áreas de acúmulo de água, cuja ocorrência estava diretamente relacionada à proliferação de doenças e mortalidade de pessoas e animais. Obras semelhantes espalharam-se por toda a Europa como uma medida preventiva. Assim, assumiu-se que a remoção do escoamento pluvial e do esgoto da cidade seria a melhor forma de solucionar os problemas de drenagem.
Entretanto, os impactos causados pela rápida remoção da água da zona urbana não foram considerados até a década de 1960. Em países desenvolvidos, percebeu-se os danos que esta forma de drenagem traziam ao meio ambiente, por conta do grande volume que era introduzido nos cursos de água à jusante, como erosão e poluição dos recursos hídricos.

## Características
O ciclo hidrológico natural é constituído pelo equilíbrio entre a infiltração, evapotranspiração e escoamento, diretamente influenciados pela topografia, cobertura vegetal e temperatura, dentre outros. A formação de cidades interfere fortemente nestas variáveis. Sistemas alternativos de drenagem buscam minimizar ao máximo os impactos causados pela urbanização, promovendo a infiltração da água no solo e sua retenção. Sistemas alternativos de drenagem possuem princípios opostos ao sistemas de drenagem convencionais, ao buscar a retenção da água ao invés de conduzi-la o mais rápido possível para fora do ambiente urbano. Desta forma, o volume total do escoamento superficial diminui, assim como a velocidade da água e a vazão de pico, tornando as áreas á jusante menos propensas a enchentes e erosão. A implantação destes sistemas evita também a sobrecarga da rede de drenagem convencional. Outros benefícios incluem a melhoria da qualidade da água, que se torna menos poluída ao passar pela filtragem natural ao infiltrar no solo. Sua implantação traz também benefícios à paisagem urbana, já que a reprodução da condições naturais tem um efeito paisagístico positivo.
Em décadas recentes, os estudos sobre a aplicação de sistemas alternativos de drenagem se tornou importante, sobretudo em países desenvolvidos como Estados Unidos e Canadá (onde recebem o nome de Low Impact Development, LID), Reino Unido (Sustainable Urban Drainage Systems, SUDS), Austrália (Water Sensitive Urban Design, WSUD) e Nova Zelândia (Low Impact Urban Design and Development, LIUDD), todos com os mesmos princípios básicos. Em países em desenvolvimento, entretanto, o controle quantitativo do escoamento superficial urbano é pouco difundido e o controle da qualidade da água superficial praticamente inexistente.

## Técnicas
Existem uma série de procedimentos que favorecem a manutenção das condições naturais de escoamento superficial, que incluem retenção ou infiltração dá água no solo. As estratégias para a implantação de sistemas alternativos de drenagem devem ser implementadas em conjunto, de forma a promover a maior eficiência. Sua aplicação é feita conforme as condições do local, como a permeabilidade do solo, as características destes solos e riscos de contaminação por produtos químicos. Ainda há certa relutância do poder público quanto a implantação destes dispositivos sobretudo porque não se conhece o seu comportamento a longo prazo. Sua aplicação deve estar em consonância com as condições locais, inclusive aliadas às redes de drenagem convencionais.

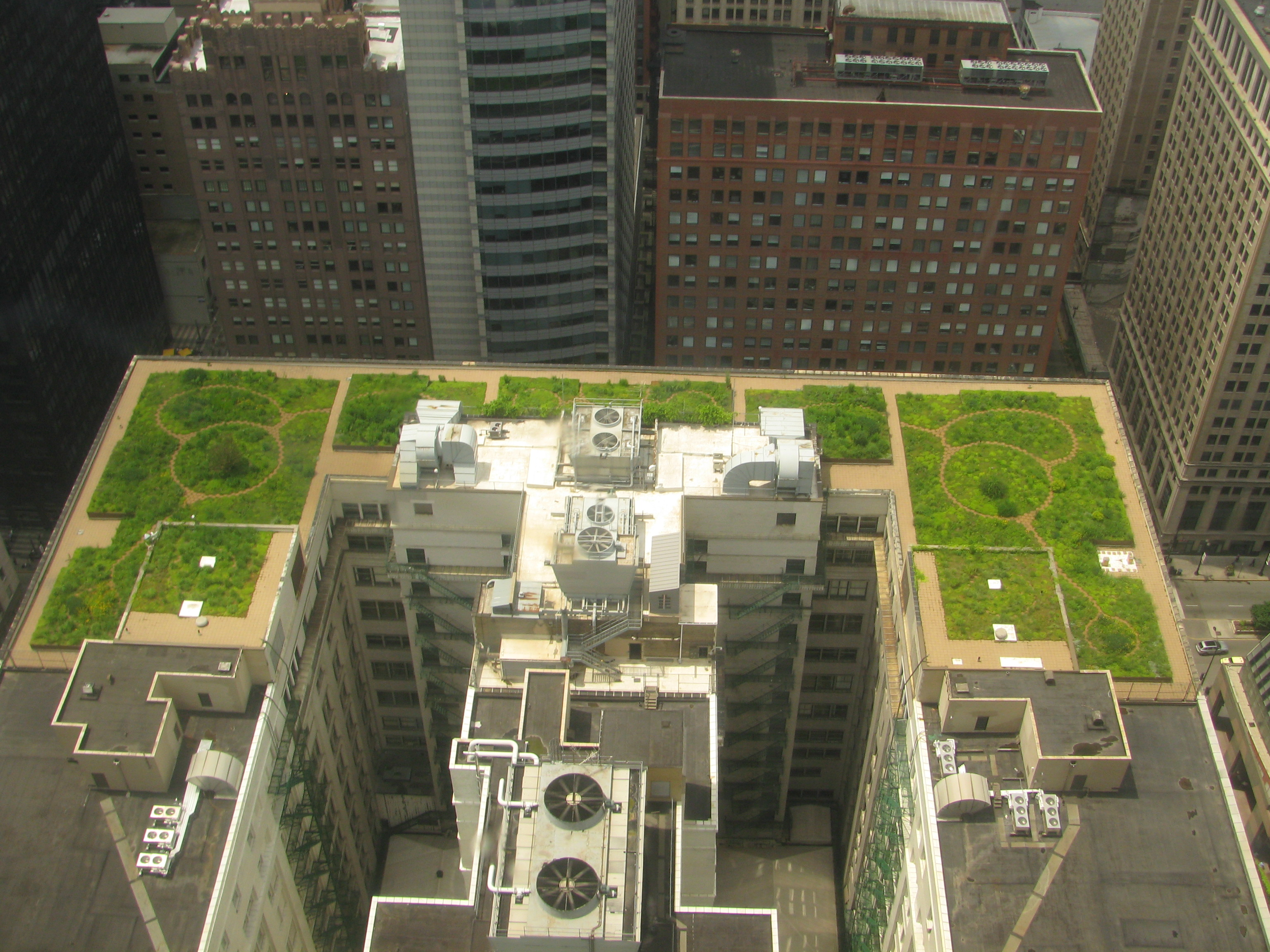
Telhado verde no topo do prédio da prefeitura de Chicago, nos Estados Unidos.

### Controle local
O controle local do escoamento refere-se as técnicas de drenagem alternativa aplicadas aos lotes urbanos ou próximo a eles. Dentre estas técnicas inclui-se o armazenamento de água no telhado. Sobre as construções, áreas relativamente planas podem ser usadas para armazenar temporariamente a água da chuva. Entretanto, para sua aplicação, os devidos cuidados com isolamento e capacidade estrutural para suportar o peso devem ser considerados.
Telhados verdes, uma cobertura de solo que permite o crescimento de plantas sobre o telhado, possuem uma capacidade de armazenamento relevante, além de favorecer a evapotranspiração e melhorar a qualidade da água que é filtrada pela camada de solo. Desta forma, reduzem a vazão máxima e o volume total escoado.
O reuso da água da chuva também pode representar um impacto positivo na redução do escoamento superficial, uma vez que diminui a quantidade de água que deixa o lote. A água armazenada, embora não seja potável, pode ser utilizado em diversas tarefas domésticas, proporcionando, ainda, a economia de água tratada.

### Dispositivos de infiltração

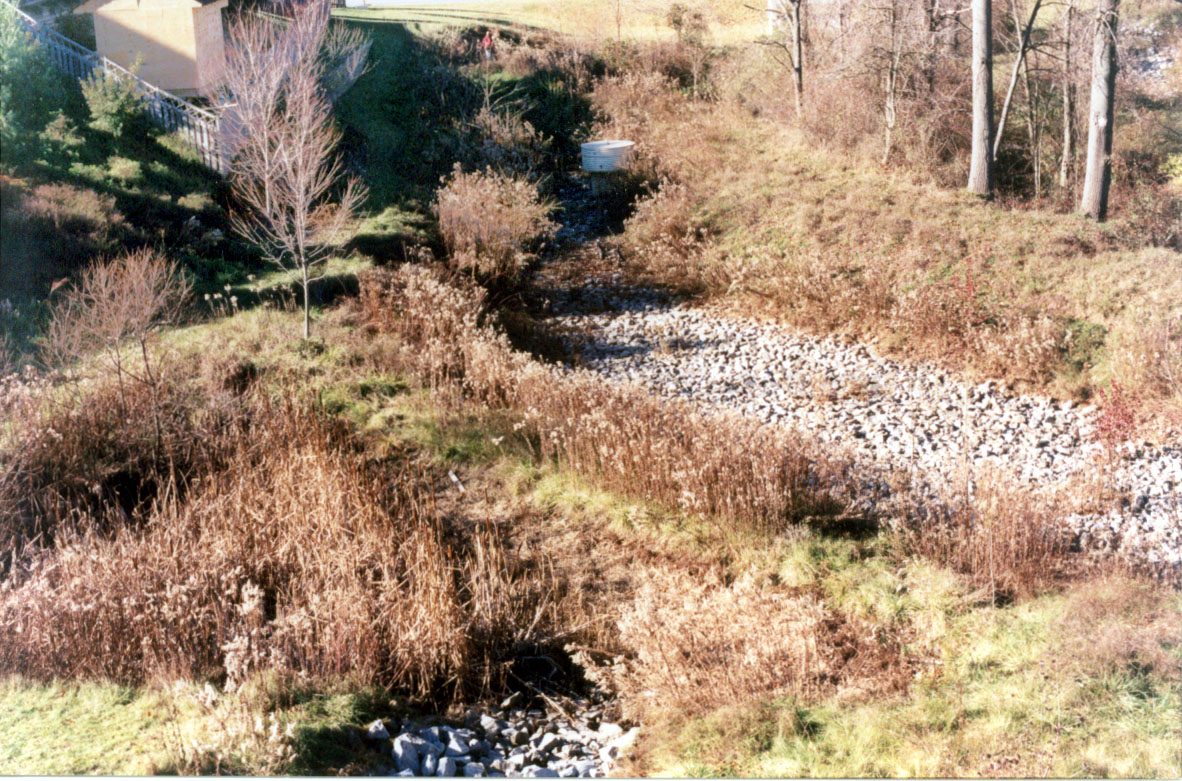
Trincheira de infiltração

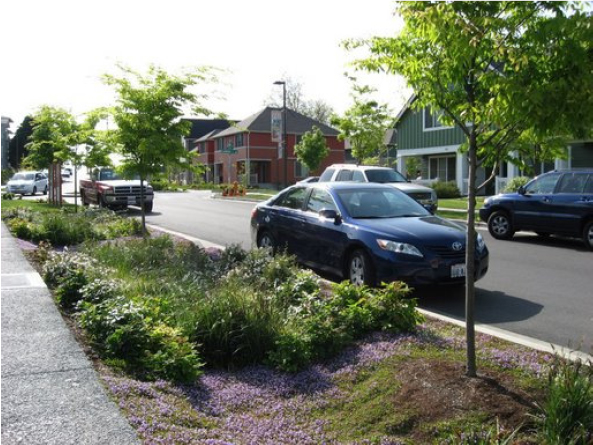
Vala para coleta de água paralela à rua em Seattle, nos EStados Unidos.

Estes sistemas favorecem a entrada de água no solo através da infiltração. As trincheiras de infiltração são valas lineares preenchidas com pedras, que permitem a penetração da água e também favorecem seu armazenamento. Em geral são integradas ao ambiente onde são implantadas. Além de promover a melhoria da qualidade do solo através da filtração, as trincheiras de infiltração promovem também a recarga dos aquíferos. Drenos franceses são similares às trincheiras, mas em seu interior passa um tubo perfurado, que permite que a água saia do mesmo e infiltre no solo. Valas cobertas com vegetação rasteira podem ser utilizadas para coletar a água da chuva e temporariamente armazená-la até que a infiltração completa ocorra. São utilizadas principalmente ao longo de rodovias, mas podem ser utilizadas em jardins e até mesmo incorporadas em áreas de lazer. Poços de infiltração são mais profundos e menos extensos que as trincheiras de infiltração, mas são igualmente preenchidos com pedras. Uma grande quantidade de sedimentos nestes dispositivos pode comprometer sua eficiência, uma vez que as partículas bloqueiam a passagem de água.
Pavimentos permeáveis permitem a passagem de água através de si, que pode ser armazenada sob o pavimento ou infiltrar para as camadas do subsolo. Dentre os tipos desse pavimento, estão os de asfalto permeável e de concreto permeável, ambos utilizados em áreas de tráfego leve, como estacionamentos. Pavimentos semipermeáveis são formados por blocos de concreto ocos, cuja cavidade é preenchida com material granular, que também facilita a passagem de água para o solo. Canteiros de biorretenção, ou jardins de chuva, são projetados para recolher a água da chuva da área ao redor e permitir sua infiltração ou reduzir a velocidade do escoamento, o que reduz a quantidade de sedimentos transportados pela água, além de terem função paisagística. Em geral, áreas verdes, com a presença de grama e árvores, no meio urbano são capazes de reduzir significativamente a velocidade do escoamento, assim como reduzir o seu volume através da infiltração. Podem também reter uma grande quantidade de sedimentos, por isso sua manutenção periódica é necessária.

### Dispositivos de retenção

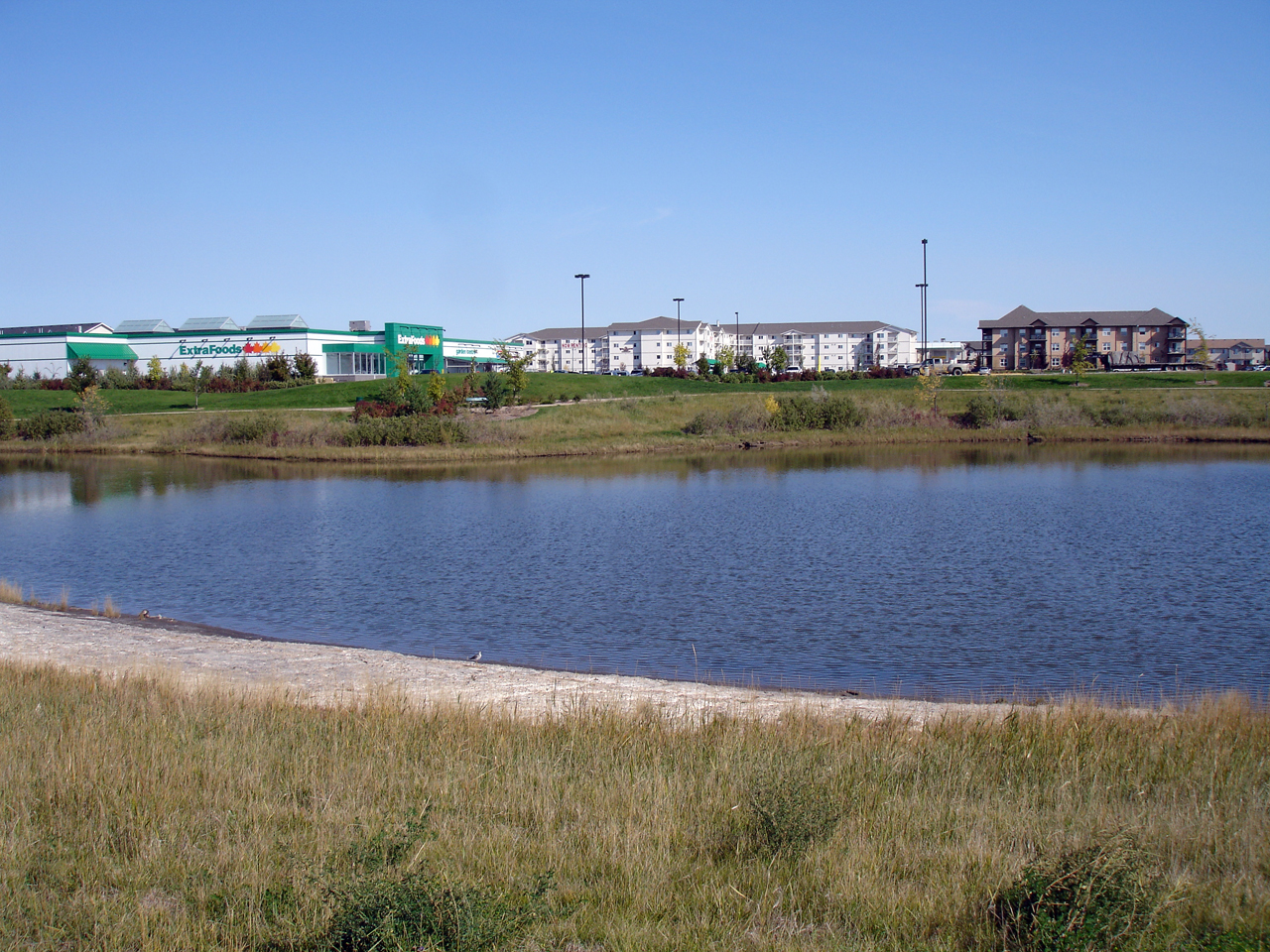
Bacia de retenção integrada ao ambiente natural em Saskatoon, no Canadá.

Os dispositivos de retenção possuem a finalidade principal de armazenar a água proveniente do escoamento e liberá-la posteriormente com menor vazão e velocidade. Bacias de retenção possuem a vantagem de poder ser facilmente integrada ao ambiente urbano, sendo possível sua utilização como área de lazer, pois seu preenchimento ocorre somente com o evento da precipitação e, após cessado, se esvazia. Entretanto, não são eficientes para a remoção de poluentes. Bacias de infiltração são similares mas, além de armazenarem a água, permitem a sua infiltração no solo, reduzindo o volume escoado. Usualmente são áreas gramadas mantidas secas. Estes dispositivos, entretanto, possuem a desvantagem de acumular muitos sedimentos e lixo que é carregado e se deposita nestes locais, sendo necessária sua limpeza periódica.
Zonas úmidas artificiais são áreas especialmente preenchidas com terra, pedra e cascalho, mantidas saturadas com água, onde são introduzidas plantas aquáticas. São baratas de se construir e trazem vários benefícios. Além de reduzir consideravelmente a velocidade do escoamento, a qualidade da água é melhorada através da remoção de contaminantes solúveis ou em partículas (incluindo metais) por ação biológica e sedimentação. Fornecem, ainda, abrigo para espécies selvagens e podem servir como áreas educacionais e de recreação. Contudo, seu manejo deve ser feito com cuidado, pois os seres vivos que normalmente ali habitam são sensíveis.